# Gaston De Vos
Gaston De Vos, ook bekend als Verwalter, was een Belgisch redacteur.

## Levensloop
Hij werd in 1941 bestuurder van de samenwerkende maatschappij Het Licht, een functie die hij uitoefende tot 1944. Tevens was hij tijdens de Tweede Wereldoorlog van 1943 tot 1944 hoofdredacteur van de Vooruit.